# Lista de municípios do Espírito Santo por IDH-M

Mapa do IDH nos municípios do Espírito Santo.Legenda:
Muito alto (2 municípios)
Alto (29 municípios)
Médio (47 municípios)
Baixo (nenhum município)
Muito baixo (nenhum município)

Esta é uma lista de municípios do estado brasileiro do Espírito Santo por Índice de Desenvolvimento Humano (IDH), segundo dados do Programa da Nações Unidas para o Desenvolvimento (PNUD) datados do ano 2010. De acordo com os dados de 2010, o município com o maior Índice de Desenvolvimento Humano no estado do Espírito Santo era Vitória, com um índice de 0,845 (considerado muito alto), e o município com o menor índice foi Ibitirama, com um índice de 0,622 (considerado médio). De todos os municípios do estado, 2 municípios registraram um IDH muito alto, enquanto 29 apresentaram um IDH alto, 47 IDH médio, e nenhum município IDH baixo ou muito baixo.
O cálculo do índice é composto a partir de dados de expectativa de vida ao nascer (IDH-L), educação (IDH-E), e PIB em Paridade do Poder de Compra per capita (IDH-R) recolhidos em nível nacional ou regional, e possui o objetivo de medir o padrão de vida. O índice foi desenvolvido em 1990 pelos economistas Amartya Sen e Mahbub ul Haq, e vem sendo usado desde 1993 pelo Programa das Nações Unidas para o Desenvolvimento (PNUD).
O Índice de Desenvolvimento Humano varia de 0 até 1, e nesta lista é dividido em cinco categorias: IDH muito alto (0,800 – 1,000), IDH alto (0,700 – 0,799), IDH médio (0,600  0,699), IDH baixo (0,500 – 0,599) e IDH muito baixo (0,000 – 0,499).

## Lista
| Posição           | Município               | Dados de 2010    | Dados de 2010    | Dados de 2010    | Dados de 2010    | País comparável (2009) |
| Posição           | Município               | IDH municipal    | IDH renda        | IDH longevidade  | IDH educação     | País comparável (2009) |
| IDH-M muito alto  | IDH-M muito alto        | IDH-M muito alto | IDH-M muito alto | IDH-M muito alto | IDH-M muito alto |                        |
| ----------------- | ----------------------- | ---------------- | ---------------- | ---------------- | ---------------- | ---------------------- |
| 1.º               | Vitória                 | 0,845            | 0,876            | 0,855            | 0,805            | Liechtenstein          |
| 2.º               | Vila Velha              | 0,800            | 0,807            | 0,864            | 0,734            | Líbano                 |
| IDH-M alto        |                         |                  |                  |                  |                  |                        |
| 3.º               | João Neiva              | 0,753            | 0,751            | 0,857            | 0,663            | Argélia                |
| 4.º               | Aracruz                 | 0,752            | 0,717            | 0,838            | 0,707            | Filipinas              |
| 5.º               | Cachoeiro de Itapemirim | 0,746            | 0,733            | 0,837            | 0,677            | El Salvador            |
| 5.º               | Colatina                | 0,746            | 0,738            | 0,841            | 0,668            | El Salvador            |
| 7.º               | Serra                   | 0,739            | 0,720            | 0,844            | 0,664            | Turquemenistão         |
| 8.º               | São Mateus              | 0,735            | 0,719            | 0,843            | 0,655            | Indonésia              |
| 9.º               | Bom Jesus do Norte      | 0,734            | 0,689            | 0,854            | 0,673            | Indonésia              |
| 10.º              | Guarapari               | 0,731            | 0,746            | 0,837            | 0,626            | Honduras               |
| 11.º              | Anchieta                | 0,730            | 0,696            | 0,856            | 0,654            | Bolívia                |
| 12.º              | Iconha                  | 0,729            | 0,709            | 0,83             | 0,658            | Bolívia                |
| 13.º              | Venda Nova do Imigrante | 0,728            | 0,731            | 0,845            | 0,624            | Mongólia               |
| 14.º              | Piúma                   | 0,727            | 0,702            | 0,852            | 0,643            | Mongólia               |
| 15.º              | Castelo                 | 0,726            | 0,703            | 0,852            | 0,639            | Vietname               |
| 15.º              | Ibiraçu                 | 0,726            | 0,733            | 0,835            | 0,625            | Vietname               |
| 17.º              | Linhares                | 0,724            | 0,721            | 0,834            | 0,63             | Vietname               |
| 18.º              | Alegre                  | 0,721            | 0,708            | 0,839            | 0,63             | Moldávia               |
| 19.º              | Cariacica               | 0,718            | 0,699            | 0,844            | 0,628            | Guiné Equatorial       |
| 19.º              | Fundão                  | 0,718            | 0,708            | 0,839            | 0,623            | Guiné Equatorial       |
| 21.º              | Santa Teresa            | 0,714            | 0,722            | 0,834            | 0,604            | Uzbequistão            |
| 22.º              | Nova Venécia            | 0,712            | 0,692            | 0,841            | 0,621            | Uzbequistão            |
| 23.º              | Rio Novo do Sul         | 0,711            | 0,692            | 0,837            | 0,62             | Uzbequistão            |
| 24.º              | Marechal Floriano       | 0,710            | 0,715            | 0,849            | 0,589            | Uzbequistão            |
| 24.º              | Alfredo Chaves          | 0,710            | 0,703            | 0,832            | 0,611            | Uzbequistão            |
| 26.º              | São Gabriel da Palha    | 0,709            | 0,739            | 0,835            | 0,578            | Cabo Verde             |
| 27.º              | Atilio Vivacqua         | 0,708            | 0,663            | 0,841            | 0,637            | Cabo Verde             |
| 28.º              | Guaçuí                  | 0,703            | 0,691            | 0,846            | 0,595            | Egito                  |
| 29.º              | Baixo Guandu            | 0,702            | 0,67             | 0,811            | 0,637            | Egito                  |
| 29.º              | Itaguaçu                | 0,702            | 0,672            | 0,802            | 0,641            | Egito                  |
| 31.º              | São Roque do Canaã      | 0,700            | 0,686            | 0,803            | 0,623            | Nicarágua              |
| IDH-M médio       |                         |                  |                  |                  |                  |                        |
| 32.º              | Jerônimo Monteiro       | 0,698            | 0,685            | 0,844            | 0,589            | Nicarágua              |
| 33.º              | Marataízes              | 0,696            | 0,676            | 0,847            | 0,588            | Botswana               |
| 33.º              | Marilândia              | 0,696            | 0,668            | 0,823            | 0,612            | Botswana               |
| 35.º              | Muqui                   | 0,694            | 0,673            | 0,802            | 0,619            | Botswana               |
| 35.º              | Governador Lindenberg   | 0,694            | 0,669            | 0,823            | 0,608            | Botswana               |
| 37.º              | São José do Calçado     | 0,688            | 0,669            | 0,814            | 0,599            | Tajiquistão            |
| 38.º              | Viana                   | 0,686            | 0,672            | 0,816            | 0,589            | Namíbia                |
| 39.º              | Itarana                 | 0,684            | 0,696            | 0,809            | 0,568            | África do Sul          |
| 40.º              | Barra de São Francisco  | 0,683            | 0,673            | 0,815            | 0,58             | África do Sul          |
| 41.º              | São Domingos do Norte   | 0,682            | 0,679            | 0,811            | 0,575            | África do Sul          |
| 42.º              | Conceição da Barra      | 0,681            | 0,648            | 0,81             | 0,603            | África do Sul          |
| 42.º              | Rio Bananal             | 0,681            | 0,68             | 0,802            | 0,579            | África do Sul          |
| 42.º              | Vila Pavão              | 0,681            | 0,647            | 0,83             | 0,588            | África do Sul          |
| 45.º              | Boa Esperança           | 0,679            | 0,651            | 0,816            | 0,59             | África do Sul          |
| 46.º              | Jaguaré                 | 0,678            | 0,678            | 0,81             | 0,568            | África do Sul          |
| 46.º              | Águia Branca            | 0,678            | 0,66             | 0,792            | 0,595            | África do Sul          |
| 48.º              | Vila Valério            | 0,675            | 0,686            | 0,816            | 0,549            | África do Sul          |
| 49.º              | Pinheiros               | 0,673            | 0,668            | 0,816            | 0,558            | África do Sul          |
| 49.º              | Apiacá                  | 0,673            | 0,659            | 0,841            | 0,549            | África do Sul          |
| 51.º              | Santa Maria de Jetibá   | 0,671            | 0,695            | 0,834            | 0,521            | África do Sul          |
| 52.º              | Conceição do Castelo    | 0,670            | 0,685            | 0,81             | 0,541            | África do Sul          |
| 52.º              | Mimoso do Sul           | 0,670            | 0,672            | 0,827            | 0,541            | África do Sul          |
| 54.º              | Ponto Belo              | 0,669            | 0,631            | 0,783            | 0,605            | Marrocos               |
| 54.º              | Domingos Martins        | 0,669            | 0,68             | 0,833            | 0,528            | Marrocos               |
| 56.º              | Pancas                  | 0,667            | 0,648            | 0,815            | 0,562            | Marrocos               |
| 56.º              | Montanha                | 0,667            | 0,679            | 0,816            | 0,535            | Marrocos               |
| 56.º              | Afonso Cláudio          | 0,667            | 0,661            | 0,825            | 0,544            | Marrocos               |
| 59.º              | Mucurici                | 0,666            | 0,617            | 0,828            | 0,577            | Marrocos               |
| 59.º              | Iúna                    | 0,666            | 0,665            | 0,829            | 0,537            | Marrocos               |
| 61.º              | Alto Rio Novo           | 0,664            | 0,634            | 0,815            | 0,567            | Marrocos               |
| 62.º              | Vargem Alta             | 0,663            | 0,658            | 0,814            | 0,544            | Marrocos               |
| 63.º              | Ecoporanga              | 0,662            | 0,631            | 0,819            | 0,562            | Marrocos               |
| 63.º              | Sooretama               | 0,662            | 0,65             | 0,802            | 0,556            | Marrocos               |
| 65.º              | Presidente Kennedy      | 0,657            | 0,636            | 0,808            | 0,553            | Marrocos               |
| 65.º              | Mantenópolis            | 0,657            | 0,636            | 0,81             | 0,551            | Marrocos               |
| 67.º              | Laranja da Terra        | 0,656            | 0,633            | 0,81             | 0,55             | Marrocos               |
| 67.º              | Brejetuba               | 0,656            | 0,63             | 0,828            | 0,54             | Marrocos               |
| 69.º              | Pedro Canário           | 0,654            | 0,643            | 0,812            | 0,536            | Marrocos               |
| 69.º              | Dores do Rio Preto      | 0,654            | 0,635            | 0,813            | 0,542            | Marrocos               |
| 69.º              | Itapemirim              | 0,654            | 0,64             | 0,808            | 0,54             | Marrocos               |
| 72.º              | Água Doce do Norte      | 0,652            | 0,619            | 0,819            | 0,546            | São Tomé e Príncipe    |
| 73.º              | Ibatiba                 | 0,647            | 0,651            | 0,83             | 0,501            | São Tomé e Príncipe    |
| 74.º              | Muniz Freire            | 0,645            | 0,637            | 0,821            | 0,512            | São Tomé e Príncipe    |
| 75.º              | Irupi                   | 0,637            | 0,658            | 0,798            | 0,493            | São Tomé e Príncipe    |
| 76.º              | Divino de São Lourenço  | 0,632            | 0,622            | 0,819            | 0,496            | Butão                  |
| 77.º              | Santa Leopoldina        | 0,626            | 0,646            | 0,797            | 0,477            | Butão                  |
| 78.º              | Ibitirama               | 0,622            | 0,609            | 0,821            | 0,481            | Butão                  |
| IDH-M baixo       |                         |                  |                  |                  |                  |                        |
| nenhum município  |                         |                  |                  |                  |                  |                        |
| IDH-M muito baixo |                         |                  |                  |                  |                  |                        |
| nenhum município  |                         |                  |                  |                  |                  |                        |